# Ядерное оружие на Украине
Вплоть до обретения независимости в 1991 году Украина была частью Советского Союза и имела на своей территории советское ядерное оружие.
1 декабря 1991 года Украина, вторая по ядерному потенциалу среди республик Советского Союза (СССР), подавляющим большинством голосов проголосовала на референдуме за независимость, что лишило Советский Союз любых реальных шансов на сохранение целостности даже в ограниченном масштабе. Более 90 % избирателей выразили свою поддержку провозглашению независимости Украины, и они избрали председателя парламента Леонида Кравчука первым президентом страны. На встречах в Бресте (Белоруссия) 8 декабря и в Алма-Ате 21 декабря лидеры Белоруссии, России и Украины официально распустили Советский Союз и создали Содружество Независимых Государств (СНГ).
После распада Советского Союза Украина располагала примерно одной третью советского ядерного арсенала, третьего по величине в мире в то время, а также значительными средствами его разработки и производства. На территории Украины оставалось 130 межконтинентальных баллистических ракет (МБР) УР-100Н с шестью боеголовками каждая, 46 МБР РТ-23 «Молодец» с десятью боеголовками каждая, а также 38 тяжёлых бомбардировщиков, всего около 1700 боеголовок. Формально это оружие контролировалось Содружеством Независимых Государств. В 1994 году Украина согласилась уничтожить оружие и присоединиться к Договору о нераспространении ядерного оружия (ДНЯО).
Последняя боеголовка с территории страны была вывезена в Россию в июне 1996 года.

## Бывшие воинские части
Как республика в составе СССР, на территории Украины располагались базы следующих ядерных соединений:
- 43-я ракетная армия
  - 19-я ракетная дивизия (Раково, Хмельницкая область);
  - 37-я гвардейская ракетная дивизия (Луцк, Волынская область);
  - 43-я гвардейская ракетная дивизия (г. Ромны, Сумская область);
  - 46-я ракетная дивизия (Первомайск, Николаевская область)[8];
  - 50-я ракетная дивизия (Белокоровичи, Житомирская область).

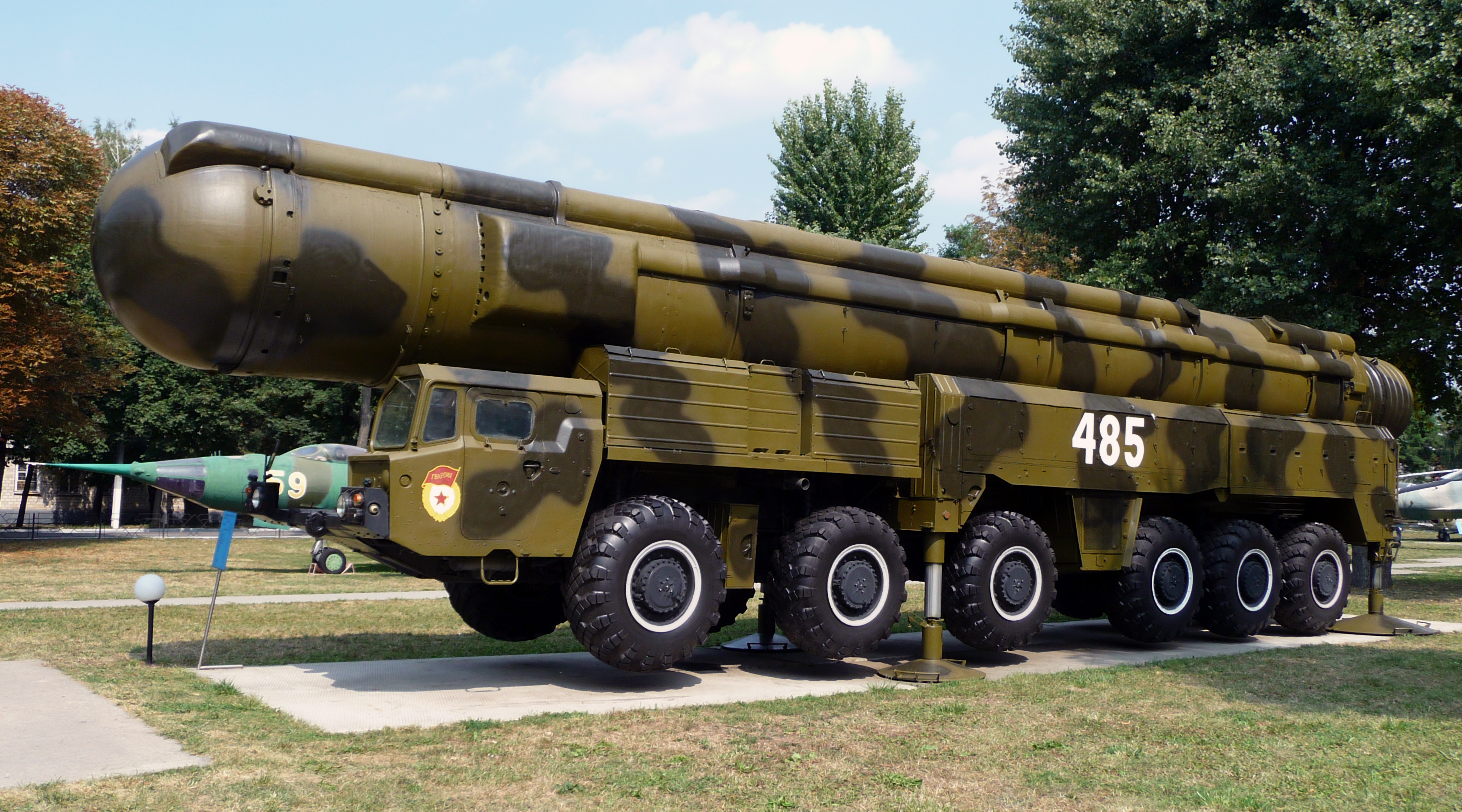
Ядерный комплекс РСД-10 в Виннице
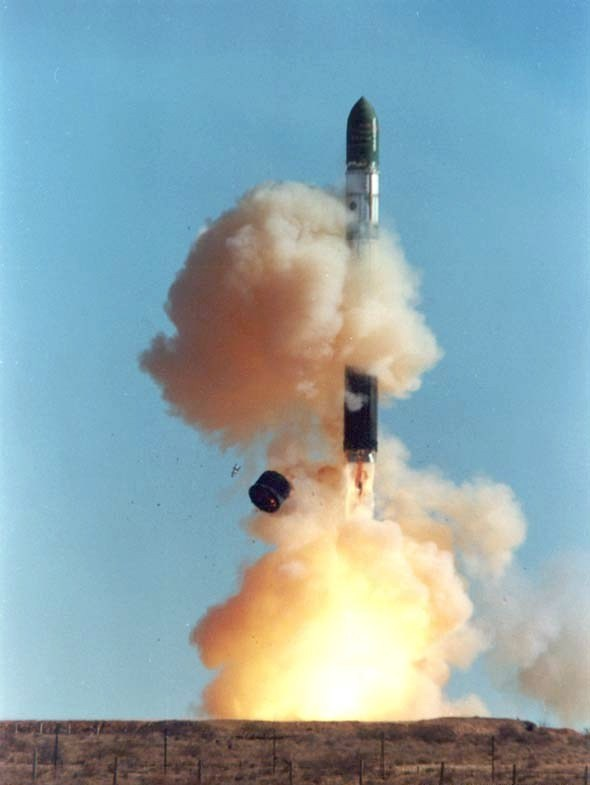
Ядерная ракета Р-36М полностью разработана и изготовлена на Украине на Южмаше
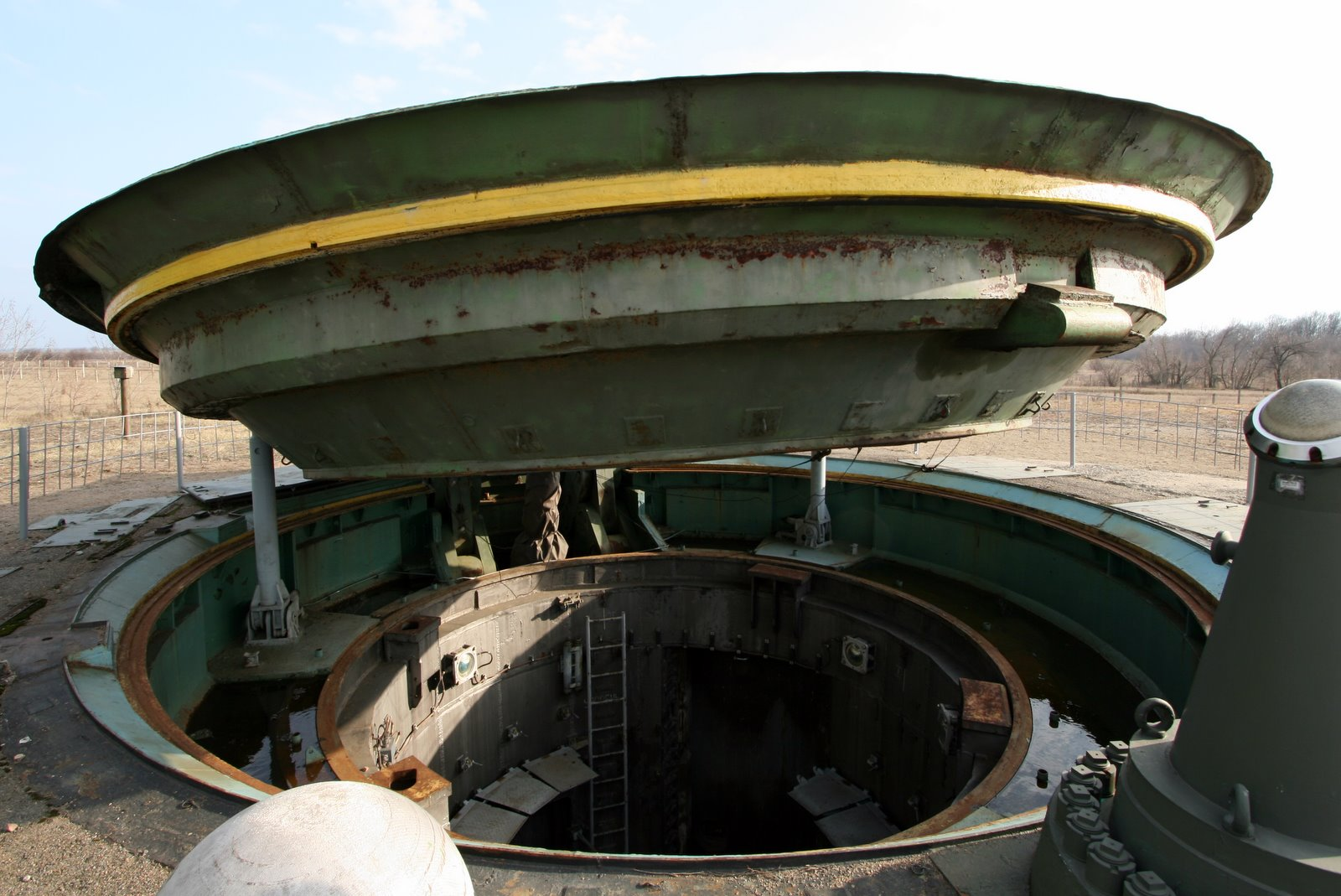
Ракетная шахта в Центральной Украине для ракеты РТ-23 УТТХ
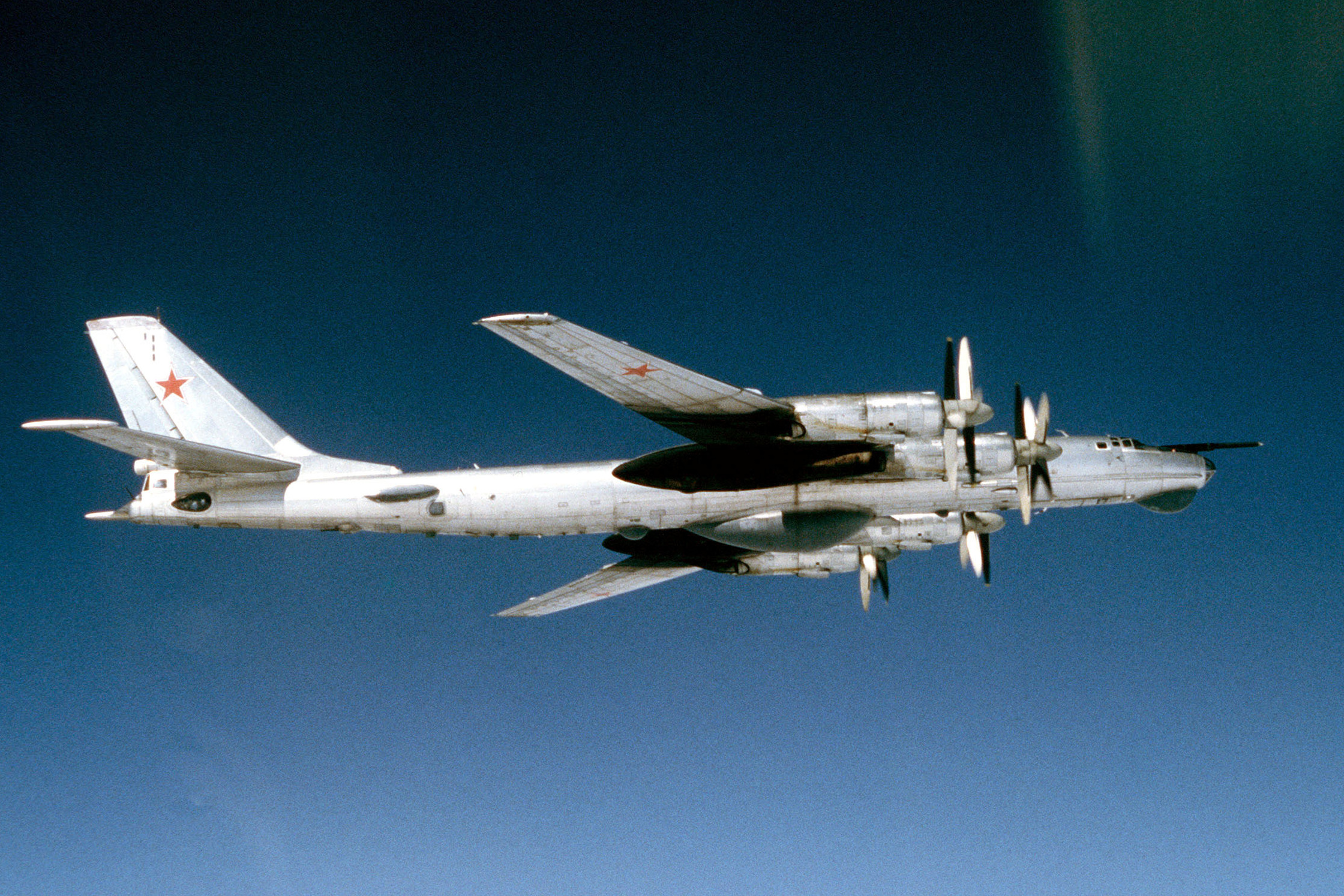
Стратегические бомбардировщики Ту-95

## Избавление от ядерного вооружения
В 1993 году теоретик международных отношений и профессор Чикагского университета Джон Миршаймер опубликовал статью, в которой содержался его прогноз о том, что Украина без каких-либо средств ядерного сдерживания, вероятно, подвергнется агрессии со стороны России, но в то время работа не привлекла многих сторонников. Миршаймер аргументировал, что Украина должна сохранить ядерное вооружение для предотвращения войны с Россией, которое было бы «катастрофой», могущей привести к новому покорению Украины Россией и к нарушению мира в Европе. По его словам, ядерное оружие было бы единственным серьезным препятствием российской агрессии.
В исследовании, опубликованном в 2016 году в журнале World Affairs, утверждалось, что, по мнению авторов, денуклеаризация Украины не была «глупой ошибкой», и что неясно, было бы лучше Украине стать ядерной державой. В исследовании утверждалось, что стремление к независимости Украины было направлено на то, чтобы сделать её безъядерным государством. По мнению авторов, США также не стали бы делать исключение для Украины, когда речь шла о денуклеаризации других постсоветских государств, таких как Беларусь и Казахстан. Сдерживающая ценность наличия ядерного оружия на Украине также была сомнительной, поскольку Украине пришлось бы потратить от 12 до 18 месяцев, чтобы установить полный оперативный контроль над ядерным арсеналом, оставленным советской армией. МБР также имели дальность полета 5000-10 000 км (первоначально нацеленные на США), а это означало, что они могли быть перенацелены только на Дальний Восток России. Крылатые ракеты воздушного базирования (КРВБ), оставленные армией СССР, были выведены из строя во время распада Советского Союза, но даже если бы они были переконфигурированы и приведены в действие на Украине, маловероятно, что они бы имели сдерживающий эффект. Если бы Украина решила установить полный оперативный контроль над ядерным оружием, она столкнулась бы с санкциями со стороны Запада и, возможно, даже с отказом от дипломатического признания со стороны США и других союзников по НАТО. Украина также, вероятно, столкнулась бы с ответными действиями России, а также с заменой ядерного оружия после истечения срока его службы, поскольку у Украины не было программы создания ядерного оружия. В обмен на отказ от ядерного оружия Украина получила финансовую компенсацию, а также гарантии безопасности по Будапештскому меморандуму.

## Будапештский меморандум (1994)
5 декабря 1994 года лидеры Украины, России, Великобритании и США подписали меморандум о предоставлении Украине гарантий безопасности в связи с её присоединением к ДНЯО в качестве неядерного государства. Четыре стороны подписали меморандум, содержащий преамбулу и шесть параграфов.
Франция и Китай также предоставили Украине гарантии, аналогичные Будапештскому меморандуму, но с некоторыми существенными отличиями. Например, обещание Франции не содержит обещаний, добиваться от Совета Безопасности Организации Объединённых Наций помощи Украины при атаке ядерным оружием (пункт 4) или проводить консультации в случае возникновения вопроса относительно обязательств (пункт 6).
Обязательство Китая принимает совершенно иную форму, начиная с 4 декабря 1994 года Китай, в частности гарантировал неприменение ядерного оружия против неядерных держав, включая Украину.
Таким образом, как обещание Китая, так и обещание Франции, не предполагает привлечения ООН или консультативных механизмов в случае кризиса. Однако они обязуются уважать суверенитет и территориальную целостность Украины.

## После 2014 года
Несмотря на российскую аннексию Крыма, которую Генеральная Ассамблея ООН признала как недействительную, правительство Украины в 2014 году подтвердило своё решение 1994 года присоединиться к Договору о нераспространении ядерного оружия в качестве государства, не обладающего ядерным оружием.
Павел Ризаненко, член украинского парламента, заявил USA Today, что Украине, возможно, придётся вооружиться собственным ядерным оружием, если Соединённые Штаты и другие мировые лидеры не выполнят свою часть соглашения. Он сказал: «Мы отказались от ядерного оружия из-за этого соглашения. Сейчас в Украине есть сильное мнение, что мы совершили большую ошибку. Он также заявил, что „в будущем, как бы ни разрешилась ситуация в Крыму, нам нужна гораздо более сильная Украина. Если у вас есть ядерное оружие, люди не захватывают вас“.
13 декабря 2014 года президент Украины Пётр Порошенко заявил, что не хочет, чтобы Украина снова стала ядерной державой.
22 августа 2018 года на сайте президента Украины  была предложена электронная петиция (автор петиции: Валентина Ивановна  Куценко) О возвращении Украине статуса ядерной державы и создании ядерного оружия для сдерживания России, петиция набрала только 118 голосов из 25 000 необходимых.
15 апреля 2021 года посол Украины в Германии Андрей Мельник заявил радио Deutschlandfunk, что, если Украине не разрешат стать членом НАТО, его стране, возможно, придётся пересмотреть свой статус безъядерной державы, чтобы гарантировать свою защиту.

## После 2022 года
19 февраля 2022 года (накануне полномасштабного российского вторжения на территорию Украины) президент Украины Владимир Зеленский на Мюнхенской конференции по безопасности вернулся к вопросу о безъядерном статусе страны, предположив, что Украина потенциально может считать Будапештский меморандум недействительным, если её гарантии безопасности не будут выполнены.
Министр обороны России Сергей Шойгу заявил, что это крайне опасно, так как у Украины в этой сфере есть оборудование, технологии и специалисты, которые имеют гораздо больше возможностей, чем специалисты Ирана и Северной Кореи.
В качестве оправдания вторжения на территорию Украины российская пресса, государственные деятели и президент Путин безосновательно утверждали, что Украина ведёт работы по созданию собственного ядерного арсенала с 2014 года. Ганс Кристенсен, директор проекта ядерной информации Федерации американских ученых, отметил бездоказательность подобных утверждений.
19 февраля 2024 года депутат Алексей Гончаренко заявил на Мюнхенской конференции по безопасности, что если Украину не примут в НАТО, то она будет вынуждена решать вопрос о самостоятельном разрабатывании ядерного оружия.
В октябре 2024 года уже Владимир Зеленский заявил то же самое, что и Алексей Гончаренко, но в разговоре с Дональдом Трампом, что если Украину не примут в НАТО, то Украина создаст ядерное оружие.
Также Владимир Зеленский заявил, что Украина должна была обменять ядерное оружие на вступление Украины в НАТО и Евросоюз, а не на Будапештский меморандум.

## Ядерное оружие в Крыму
Российские силы вывели ядерное оружие и системы доставки с Крымского полуострова после распада Советского Союза, в середине 1990-х годов, за исключением некоторых кораблей и подводных лодок Черноморского флота, дислоцированных в соответствии с соглашениями с Украиной. 
После 2014 года Российская Федерация снова разместила на полуострове ядерное оружие: бомбардировщики Ту-22М3 и баллистические ракеты „Искандер-М“. В 2020 году официальный представитель СНБО Украины заявил, что Россия провела работы на советском хранилище ядерного оружия Феодосия-13 в Краснокаменке (Кызылташ) и добавила новые туннели к музею базы подводных лодок в Балаклаве.
В июле 2014 года министр иностранных дел России заявил, что его страна имеет право защищать Крым с помощью ядерного оружия, а в марте 2015 г. президент Путин заявил, что во время вторжения в Крым он был готов привести ядерные силы в боевую готовность. Примерно в то же время официальный представитель МИД России заявил, что Россия имеет право размещать ядерное оружие на полуострове, который на международном уровне признан территорией Украины.